# C-segment

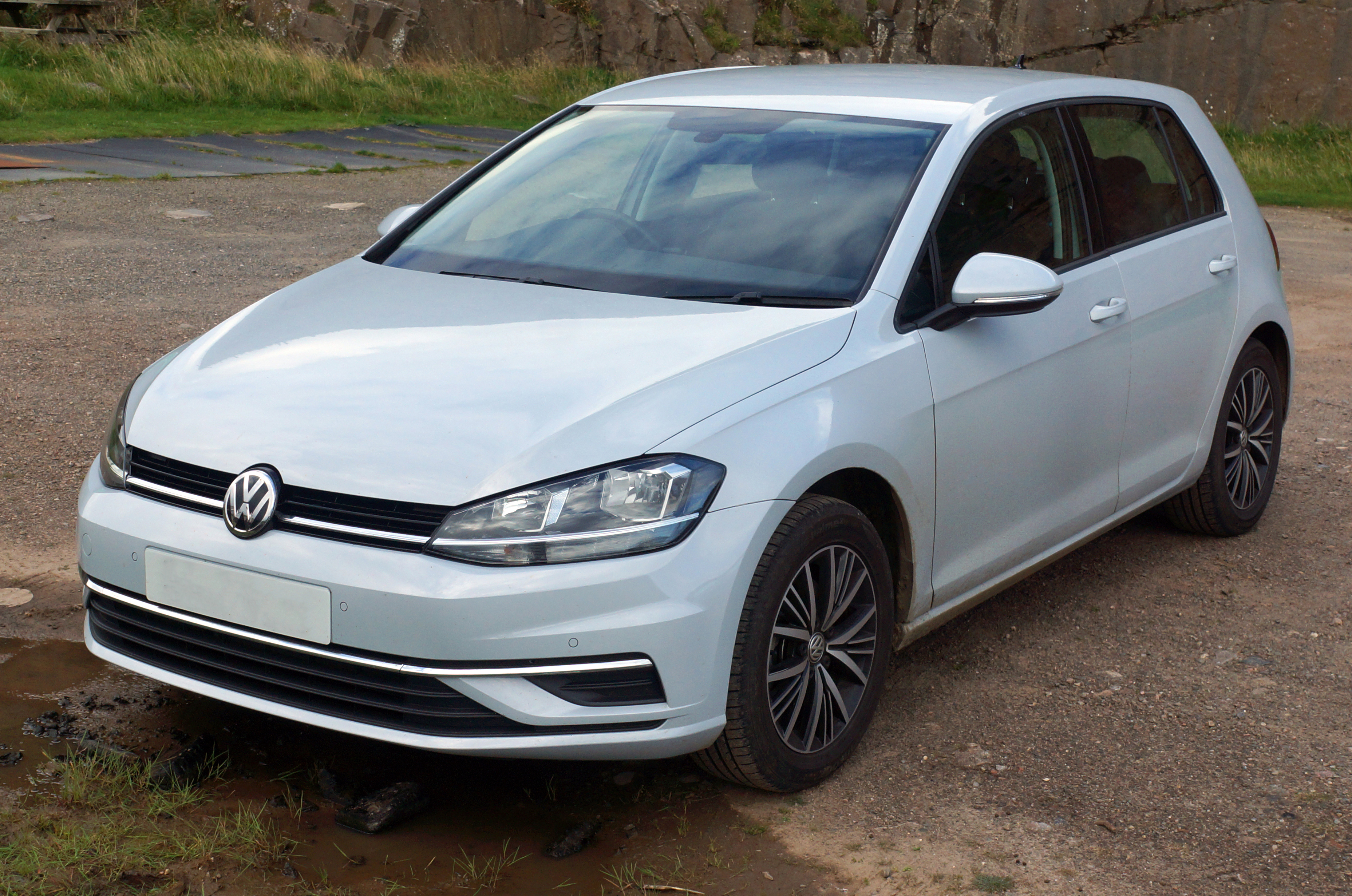
Volkswagen Golf är den populäraste modellen i segmentet.

C-segment (även mellanstor bil) är en fordonsklassificering definierad av Europeiska kommissionen som det tredje segmentet inom europeisk fordonsklassificering efter B-segmentet och före D-segmentet.